# João Clodoaldo Monteiro Lopes
João Clodoaldo Monteiro Lopes (Recife, c. 1850 — Recife, 28 de outubro de 1908) foi um advogado e político brasileiro.

## Biografia
Filho do casal negro e livre (ou liberto) formada pelo operário Jeronymo da Motta Monteiro Lopes e por Maria Francisca Egiphicíaca de Paula Lopes, João Clodoaldo nasceu livre em dezembro de 1867, em pleno Brasil Império, onde a escravidão ainda estava em vigor.
Ele tinha mais três irmãos, dois que também se formaram pela Faculdade de Direito do Recife (Manoel e José Elias) e duas irmãs (Taciana e Maria Júlia) que se tornaram professoras e que se casaram com homens de formação superior. De acordo com o historiador Juarez Silva Junior, a análise das trajetórias  dessa família apontariam para uma aparente estratégia familiar voltada para a obtenção da mobilidade social por meio da educação.
Ele era o irmão mais velho de Manoel Monteiro Lopes, um dos primeiros deputados federais negros do Brasil.
Em 1879, ele se tornou bacharel em direito pela Faculdade de Direito do Recife. Em 1881, após defender uma tese perante essa instituição, João Clodoaldo obteve o grau de doutor em ciências jurídicas e sociais.
Na condição de político durante o Brasil Império, ele exerceu os mandatos de vereador da Câmara Municipal de Recife, em nível municipal, e de deputado provincial em Pernambuco durante a 27ª legislatura. Nesta atividade parlamentar, chegou a alcançar a presidência da Assembleia Legislativa Provincial de Pernambuco, sendo o primeiro presidente negro de um parlamento brasileiro.
Após a proclamação da República em 15 de novembro de 1889, ele abandonou a vida pública e se dedicou exclusivamente à advocacia.

## Família Monteiro Lopes
João Clodoaldo era o irmão mais velho de Manoel Monteiro Lopes, deputado federal entre 1909 e 1910, que veio a óbito no Rio de Janeiro. Os descendentes de João Clodoaldo formam o ramo pernambucano da família Monteiro Lopes.

### Ramo Amazônico
O chamado ramo "pernambucano" da família Monteiro Lopes seria formado em torno da figura de outro irmão de Manoel, o advogado José Elias Monteiro Lopes, também bacharel em Direito pela Faculdade de Direito do Recife, que se radicou no estado do Pará durante a década de 1890. Será neste estado que José Elias exerceu os cargos de juiz substituto em Porto de Moz, em 1900, algum tempo depois veio a se mudar para as comarcas de Bayão, de Cametá, de Marabá (onde se tornou o primeiro juiz da localidade, sendo homenageado ao emprestar seu nome ao fórum local). Por fim, em 1922, ele se tornou juiz em Melgaço, onde veio a falecer.
Entre os descendentes de José Elias estão:
- Agnano de Moura Monteiro Lopes (1910-1994): magistrado do Tribunal de Justiça do Estado do Pará, onde veio a se tornar desembargador de justiça e presidente do TJ-PA.[5]
- Eduardo Monteiro Lopes: almirante da Marinha do Brasil. Foi Chefe do Estado-Maior da Armada e representante permanente do Brasil na Organização Marítima Internacional (IMO), com sede em Londres.[5]
- Eduardo Monteiro Lopes Filho: diplomata brasileiro, doutor em sociologia e vice-cônsul do Brasil em Londres.[5]